# Yamaha XJ 750 Maxim
Yamaha XJ 750 Maxim je motocykl kategorie chopper, vyvinutý firmou Yamaha, vyráběný v letech 1982–1985. Jeho předchůdce byl model Yamaha XJ 650 Maxim.
Motor je čtyřdobý, vzduchem chlazený řadový čtyřválec. Sekundární převod je kardanem.

## Technické parametry
- Rám: trubkový ocelový
- Suchá hmotnost: 224 kg
- Pohotovostní hmotnost:
- Maximální rychlost: 205 km/h
- Spotřeba paliva: